# Higelin Live 2000
Albums de Jacques Higelin
20 chansons d'or
(1998) Higelin enchante Trenet
(2005)
Higelin Live 2000 est le sixième album live de Jacques Higelin, sorti le 7 novembre 2000. 
Témoignage de la tournée acoustique qui a suivi la sortie de l'album Paradis païen, il reprend quatre titres de cet album (La vie est folle, Chambre sous les toits, Tranche de vie et L'accordéon désaccordé), quatre « Grands classiques » du répertoire de l'artiste (Paris New-York New-York Paris, Mona Lisa Klaxon, Irradié et Champagne) déjà présents sur plusieurs enregistrements publics précédents, et deux titres un peu plus rares (Vague à l'âme et Ce qui est dit doit être fait).
Jacques Higelin, qui s'accompagne au piano, à la guitare sèche ou à l'accordéon, est également accompagné par Dominique Mahut, qui est son percussionniste depuis la fin des années 1970, Gérard Tempia Bonda au violon et Frédéric Deville au violoncelle. L'orchestration, acoustique et dépouillée, offre l'avantage, par rapport à d'autres enregistrements en public, de présenter des versions différentes de celles présentes sur les albums en studio correspondant.

## Chansons
| No  | Titre                         | Durée |
| --- | ----------------------------- | ----- |
| 1.  | Intro                         | 2:51  |
| 2.  | Vague à l’ame                 | 4:23  |
| 3.  | La vie est folle              | 4:19  |
| 4.  | Chambre sous les toits        | 6:45  |
| 5.  | Paris-New-York, N.Y. Paris    | 7:59  |
| 6.  | Tranche de vie                | 4:10  |
| 7.  | Mona Lisa Klaxon              | 10:19 |
| 8.  | Irradié                       | 8:43  |
| 9.  | Champagne                     | 10:24 |
| 10. | L’accordéon désacordé         | 9:53  |
| 11. | Ce qui est dit doit être fait | 7:04  |